# Parmelia pseudolaevior
Parmelia pseudolaevior är en lavart som beskrevs av Asahina. Parmelia pseudolaevior ingår i släktet Parmelia och familjen Parmeliaceae.   Inga underarter finns listade i Catalogue of Life.